# 学習院戸山キャンパス
学習院戸山キャンパス（がくしゅういんとやまキャンパス）とは、東京都新宿区にある学校法人学習院のキャンパス。

## 概要
学習院女子大学および女子中・高等科が所在するキャンパス。
これらをまとめて「女子部」と呼ぶことが多い。
新宿区立西早稲田中学校と東京都立戸山高等学校が隣接しており、また、早稲田大学西早稲田キャンパス（旧名：大久保キャンパス）も近くに所在している。
最寄駅は西早稲田駅で、正門から徒歩約1分。正門は重要文化財に指定されている。

## 設置校
- 学習院女子大学
- 学習院女子中・高等科